# Scheie (Bückeburg)
Scheie ist ein Ortsteil der Stadt Bückeburg im niedersächsischen Landkreis Schaumburg.

## Geografie und Verkehrsanbindung
Der Ortsteil liegt unweit nördlich des Stadtkerns von Bückeburg an der Landesstraße L 450. Am südlichen Ortsrand verläuft die B 65. In derselben Richtung liegt zudem der Bahnhof Bückeburg, der an die Bahnstrecke Minden–Hannover angebunden ist.  Nordwestlich erstreckt sich das 65 ha große Naturschutzgebiet Bückeburger Niederung. Der Flugplatz Achum Bückeburg liegt östlich. 

## Geschichte
Der Ort wurde in einem Vertrag zwischen Bischof Egilbert von Minden und Herzog Bernhard II. von Sachsen aus dem Jahr 1055 unter dem Namen Scoythe erstmals urkundlich erwähnt. Spätere Bezeichnungen waren Schoyde und um 1600 Scheide.

## Politik
Der Ortsrat, der Scheie vertritt, setzt sich aus fünf Mitgliedern zusammen. Die Ratsmitglieder werden durch eine Kommunalwahl für jeweils fünf Jahre gewählt.
Bei der letzten Kommunalwahl 2021 ergab sich folgende Sitzverteilung:
| Ortsrat 2021Insgesamt 5 Sitze - SPD: 2 - Grüne: 1 - CDU: 2 |

## Persönlichkeiten
- Heinrich Friedrich Wilhelm Böhning (* 1873 in Scheie; † 1964), Politiker (SPD)
- Friedrich Ernst Möller (1870–1945), Landwirt und Politiker, bewirtschaftete den Hof seiner Frau in Scheie